# 宮崎レイコ
宮崎 レイコ（みやざき れいこ）は、日本の元AV女優。
宮崎県宮崎市出身。スリーサイズ：B86（70C）・W60・H88。趣味は映画やアダルトビデオ鑑賞。性感帯は胸と肩。未婚のシングルマザーである。その美貌が葉山レイコ似であることから、「宮崎の葉山レイコ」とAV監督カンパニー松尾によって仮名され、後の芸名の由来となっている。

## 略歴・人物
1991年に『私を女優にして下さい 小倉・宮崎E-CUP悶絶編』で「宮崎の葉山レイコ」としてAVデビュー。
当時、普通のOLだった彼女が、彼氏に内緒にしてまでAVに出演した理由は性への好奇心と「思い出に、若く綺麗な自分を撮っておきたかった」というもので、金銭を目的としないAV出演への希望者は非常に珍しく、容姿の端整さも相まって、松尾も初めは真偽を（本当に会えるのかどうかすら）疑っていた。
宮崎はAV出演希望の際、連絡した所は松尾の所属するV&Rプランニングに対してのみであり、これは当時のAVで会社の連絡先を載せることが珍しかったための偶然であった。
監督の松尾は、応募で送られてきた宮崎の写真に一目惚れし、写真で3回、あげくに熊本の地図でもオナニーしたほどらしく、彼女とセックスするために後の宮崎レイコ三部作を制作するなど個人的な思い入れが強かった。シリーズ第2章では病気を怖がる彼女の懸念を晴らすためだけにHIV検査すら受けている。松尾の気持ちについては宮崎本人も受け入れており、当時彼女には恋人がいたにもかかわらず、相思相愛だった。なお宮崎がV&Rプランニングへの連絡を決めた時に見ていた作品の監督は、松尾ではなくバクシーシ山下である。
宮崎はAV出演の希望はもとより、胸に自信があり、フェラチオが好きで得意と豪語し、撮影の際には顔射を希望するなど淫乱ではあるが、「AVを見てオナニーするほど変ではない」と主張するなど独特の感性を持ち、やりたいことは積極的に行い「やるからにはとことんやる」という豪気な人間でもある。セックスに関しては長い間好きではなかったが、とある男性との関係がきっかけで180度見方が変わったと答えている。また別のインタビューでは「美味しくて、みんな大好き」という理由で、セックスをカレーに例えている。好きな異性のタイプは特になく（好きになった人が好きなタイプ）、AV女優業という仕事の範囲であれば基本的に来るもの拒まず相手が出来るとも答えている。
1991年の12月から1992年11月にかけて販売された「熟れたボイン」シリーズでAV女優としてデビューし、そのシリーズ最終章をもってAV女優業を引退する。
宮崎は松尾作品の中で素人から有名AV女優になった最初の女性であり、松尾自身もまたメジャーなAV監督となったのは彼女のシリーズによる要因が大きいとされる。実際にシリーズの売れ行きは良く、V&Rプランニングレーベルの中でも黒字作品の一つとしてラインナップされるほどである。このシリーズは、松尾のスタイルである8ミリビデオによる主観映像の一人称に、ロードムービーと2人の恋愛要素が加味され、「通常の単体AV作品と違ったスリリングさがある」とコラムニスト東良美季は評している。しかし3部作最終章の一般的評価は芳しくなく、前2作と違いすでに冷めていた2人の恋愛要素は内容されず、その一方で彼女のAV女優としての人気は高かったため「売り上げ目的」と揶揄された。
宮崎の引退については、3部作の第2章と最終章の間で彼女自身が強く意識しており、その理由の一つとして知人にAV出演がばれたという経緯がある。そもそも本人は1作だけのつもりだったため、2作出た時点でAV出演としては充分だと感じていた要素も大きく、活動初期には本格的に作品を重ねる可能性も考えたが、子供や周りへの影響と一時的な自分勝手とを比べ前者を取っている。また自身の子供について「高校生くらいになったら自分の作品を見せる」と最終章のインタビューにて述べている。
1996年4月には、V&Rプランニングが設立10周年記念で関係者と一部ユーザーに配布した音楽CD『V&Rの音楽 1986-1996』にて、「セックスはカレーライス」という曲で参加している。
松尾率いるハマジム広報のスチャラカ宮下は、1992年作の『熟れたボイン 最終章 宮崎レイコ』にて彼女で童貞を卒業しており、別れの際に涙を流すなど松尾同様に思い入れが強い。宮下は2004年にV&Rプランニングを退社する際、電話で約11年ぶりに宮崎と話し（松尾も連絡している）、また2009年にハマジムを退社した際、宮崎が送別会に駆けつけ松尾ら3人は久々に再会した。

## 出演作品

### アダルトビデオ

#### 1991年
- 『私を女優にして下さい 小倉・宮崎E-CUP悶絶編』（1991年1月1日、V&Rプランニング）※宮崎の葉山レイコ（仮名）名義
- 『熟れたボイン 宮崎レイコ』（1991年12月24日、V&Rプランニング）

#### 1992年
- 『私を女優にして下さい　帯広・小倉・宮崎・大阪豪華未発表スペシャル』（1992年5月24日、V&Rプランニング）
- 『熟れたボイン 第2章 宮崎レイコ』（1992年6月21日、V&Rプランニング）
- 『AVの裏側全部見せます！』（1992年10月21日、V&Rプランニング）※ドキュメンタリー作品
- 『熟れたボイン 最終章 宮崎レイコ』（1992年11月26日、V&Rプランニング）

#### 2001年
- 『実録素人ドキュメント 私を女優にして下さい REMIX』（2001年9月21日、V&Rプランニング）※総集編
- 『V&R actress 120分 vol.1』（2001年10月18日、V&Rプランニング）※総集編

#### 2003年
- 『別冊PPP ガーターベルトな女たち』（2003年4月21日、V&Rプランニング）※総集編

#### 2004年
- 『V&R的女優論 嘘』（2004年2月18日、V&Rプランニング）※総集編、『熟れたボイン 宮崎レイコ』より収録
- 『V&R的黒字作品集』（2004年2月24日、V&Rプランニング）※総集編、『熟れたボイン 第2章 宮崎レイコ』より収録
- 『V&Rの歴史 1990-1996』（2004年3月18日、V&Rプランニング）※総集編、ドキュメンタリー作品
- 『SPA抜き素人100人』（2004年12月21日、ケイネットワーク）※総集編

#### 2015年
- 『V＆R 復刻女優 50人』（2015年9月11日、V&R PRODUCE）※総集編
- 『私を女優にして下さい 小倉・宮崎E-CUP悶絶編 新宿・大阪D-CUPエゲツな編』（2015年10月9日、V&R PRODUCE）※総集編

## 関連作品
- 『なま撮りFUCKコレクション ワンダフルAV娘！』（2000年1月30日、BAZOOKA）

AmazonやDMMなどの紹介・販売ページでは、あたかも宮崎レイコが出演しているかのように（タイトルなどに）記載されているが、実際の出演女優は二岡ちなみと埼玉A子、北里薫の3人のみである。